# AGIL Volley 2013-2014
Questa voce raccoglie le informazioni riguardanti l'AGIL Volley nelle competizioni ufficiali della stagione 2013-2014.

## Stagione
La stagione 2013-14 è per l'AGIL Volley, sponsorizzata dall'Igor Gorgonzola, la terza in Serie A1: la squadra novarese conquista la promozione in massima serie, a cui mancava dalla stagione 2002-03, dopo aver vinto la Serie A2 2012-13. Come allenatore viene confermato Stefano Colombo, sostituito poi poco dopo l'inizio della stagione da Luciano Pedullà, mentre nella rosa vengono confermate alcune artefici della promozione, come Valeria Rosso, Luisa Casillo, Tereza Vanžurová e Mi-Na Kim; tra gli acquisti quelli di Lena Möllers, Maja Tokarska, Gilda Lombardo, Ivana Miloš e Kelly Murphy, quest'ultima arrivata a Novara a campionato in corso.

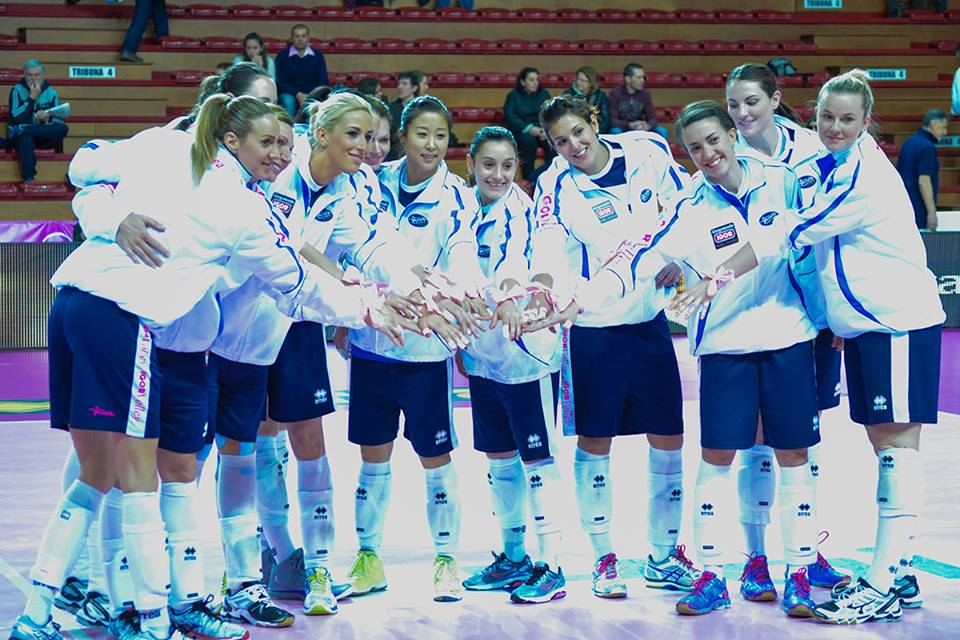
L'AGIL Volley al termine di una partita

Il campionato si apre con tre sconfitte consecutive: la prima vittoria arriva alla quarta giornata, in casa della LJ Volley, per 3-0, seguita da un altro successo contro la IHF Volley; inizia così un'alternanza di risultati che porta la squadra di Novara, al termine del girone di andata, chiuso con due vittorie consecutive, al sesto posto in classifica. Il girone di ritorno si apre con l'affermazione sul Volley Bergamo, a cui fa seguito uno stop contro l'Imoco Volley: si procede quindi con tre successi di fila e nuovamente un periodo di alternanza di risultati; al termine della regular season il club riesce a raggiungere il quarto posto in classifica, qualificandosi per i play-off scudetto. Nei quarti di finale la sfida è contro la LJ Volley, sconfitta con un doppio 3-1, permettendo alle novaresi di accedere alle semifinali dove incontra il River Volley: la formazione piacentina vince però le due gare utili per passare al turno successivo, eliminando l'AGIL Volley dalla competizione.
Tutte le squadre partecipanti alla Serie A1 2013-14 sono qualificate di diritto alla Coppa Italia; negli ottavi di finale l'AGIL Volley incontra il Volley Bergamo: dopo aver vinto la gara di andata per 3-0, la formazione novarese perde quella di ritorno con lo stesso punteggio, ma riesce a passare al turno successivo grazie alla vittoria del Golden set. Nei quarti di finale le piemontesi si trovano ad affrontare nuovamente le bergamasche, ripescate grazie al buon piazzamento al termine del girone di andata del campionato: questa volta però il Volley Bergamo vince sia la gara di andata che quella di ritorno per 3-1, qualificandosi per le semifinali.

## Organigramma societario
Area direttiva
- Presidente: Giovanna Saporiti
- Vicepresidente: Monica Loro
- General manager: Enrico Marchioni
- Staff amministrativo: Fabrizio Zucconi, Paola Gatti, Monica Loro

Area organizzativa
- Team manager: Paola Gatti
- Segreteria generale: Monica Loro, Barbara Bertoni, Lorena Garau
- Direttore sportivo: Alessandro Sandretti

Area tecnica
- Allenatore: Stefano Colombo (fino al 5 novembre 2013), Luciano Pedullà (dal 7 novembre 2013)
- Allenatore in seconda: Daniele Adami
- Scoutman: Davide Fossale

Area comunicazione
- Ufficio stampa: Giuseppe Maddaluno, Pasquale Bono
- Webmaster: Enzo Lassandro
- Staff campo: Sergio Boieri
- Fotografo: Monica Buzzoni

Area marketing
- Ufficio marketing: Sandra Luzzani
- Biglietteria: Barbare Bertoni, Lorena Garau

Area sanitaria
- Medico: Stefania Bodini, Stefania Valenza
- Preparatore atletico: Alessandro Contadin
- Fisioterapista: Giovanna Malchiodi, Fabio Mancin

## Rosa
| N° | Nome                | Ruolo | Data di nascita  | Nazionalità sportiva |
| -- | ------------------- | ----- | ---------------- | -------------------- |
| 1  | Luisa Casillo       | C     | 8 luglio 1988    | Italia               |
| 2  | Sara Paris          | L     | 19 luglio 1985   | Italia               |
| 3  | Valeria Rosso       | S     | 24 ottobre 1981  | Italia               |
| 4  | Maja Tokarska       | C     | 22 febbraio 1991 | Polonia              |
| 5  | Mi-Na Kim           | P     | 4 febbraio 1984  | Italia               |
| 7  | Gilda Lombardo      | S     | 2 luglio 1989    | Italia               |
| 8  | Katherine Harms     | S/O   | 29 novembre 1990 | Stati Uniti          |
| 9  | Costanza Manfredini | S     | 16 luglio 1988   | Italia               |
| 10 | Ivana Miloš         | C     | 7 marzo 1983     | Croazia              |
| 11 | Tereza Vanžurová    | S/O   | 4 aprile 1991    | Rep. Ceca            |
| 12 | Valeria Alberti     | L     | 9 maggio 1984    | Italia               |
| 15 | Lena Möllers        | P     | 6 gennaio 1990   | Germania             |
| 16 | Kelly Murphy        | S/O   | 20 ottobre 1990  | Stati Uniti          |
| 18 | Chiara Bellei       | S     | 2 ottobre 1995   | Italia               |

## Mercato
| Acquisti | Acquisti            | Acquisti            | Acquisti   |
| R.       | Nome                | da                  | Modalità   |
| -------- | ------------------- | ------------------- | ---------- |
| S        | Chiara Bellei       | Pinerolo            | definitivo |
| S/O      | Katherine Harms     | Minnesota           | definitivo |
| S        | Gilda Lombardo      | Busto Arsizio       | definitivo |
| S        | Costanza Manfredini | Terre Verdiane      | definitivo |
| C        | Ivana Miloš         | Forlì Bologna       | definitivo |
| P        | Lena Möllers        | Vilsbiburg          | definitivo |
| S/O      | Kelly Murphy        | Vaqueras de Bayamón | definitivo |
| L        | Sara Paris          | Villa Cortese       | definitivo |
| C        | Maja Tokarska       | Dąbrowa Górnicza    | definitivo |

| Cessioni | Cessioni           | Cessioni           | Cessioni   |
| R.       | Nome               | a                  | Modalità   |
| -------- | ------------------ | ------------------ | ---------- |
| P        | Silvia Bersighelli | Chieri '76 Carol's | definitivo |
| S/O      | Ivana Bramborová   | River              | definitivo |
| C        | Sonia Candi        | Trentino Rosa      | definitivo |
| S/O      | Virginie De Carne  | -                  | ritirata   |
| S        | Laura Garavaglia   | Pro Victoria       | definitivo |
| C        | Sara Giuliodori    | Villanterio        | definitivo |
| S/O      | Katherine Harms    | Leonas de Ponce    | definitivo |
| S        | Ylenia Migliorin   | Chieri '76 Carol's | definitivo |
| S        | Serena Olocco      | Casarza Ligure     | definitivo |

## Risultati

### Serie A1

#### Girone di andata
| 1ª giornata - 20 ottobre 2013 PalaNorda, Bergamo         | Bergamo             | 3 - 0 | AGIL          | 25-19, 25-21, 25-21               |
| 2ª giornata - 27 ottobre 2013 Sporting Palace, Novara    | AGIL                | 0 - 3 | Imoco         | 17-25, 18-25, 13-25               |
| 3ª giornata - 3 novembre 2013 PalaMondolce, Urbino       | Robur Tiboni Urbino | 3 - 0 | AGIL          | 25-22, 25-21, 25-21               |
| 4ª giornata - 24 novembre 2013 PalaPanini, Urbino        | LJ                  | 0 - 3 | AGIL          | 21-25, 15-25, 22-25               |
| 5ª giornata - 1º dicembre 2013 Sporting Palace, Novara   | AGIL                | 3 - 1 | IHF           | 25-21, 22-25, 25-17, 25-18        |
| 6ª giornata - 8 dicembre 2013 PalaYamamay, Busto Arsizio | Busto Arsizio       | 3 - 2 | AGIL          | 13-25, 25-18, 21-25, 25-22, 15-13 |
| 7ª giornata - 15 dicembre 2013 Sporting Palace, Novara   | AGIL                | 3 - 0 | Ornavasso     | 26-24, 25-19, 25-20               |
| 9ª giornata - 26 dicembre 2013 Sporting Palace, Novara   | AGIL                | 1 - 3 | River         | 18-25, 25-20, 23-25, 22-25        |
| 10ª giornata - 12 gennaio 2014 PalaRomiti, Forlì         | Forlì               | 2 - 3 | AGIL          | 25-27, 22-25, 25-21, 25-17, 17-19 |
| 11ª giornata - 18 gennaio 2014 Sporting Palace, Novara   | AGIL                | 3 - 0 | Casalmaggiore | 25-23, 25-21, 25-12               |

#### Girone di ritorno
| 12ª giornata - 2 febbraio 2014 Sporting Palace, Novara        | AGIL          | 3 - 0 | Bergamo             | 25-21, 25-18, 25-22               |
| 13ª giornata - 9 febbraio 2014 PalaVerde, Villorba            | Imoco         | 3 - 0 | AGIL                | 25-23, 26-24, 31-29               |
| 14ª giornata - 16 febbraio 2014 Sporting Palace, Novara       | AGIL          | 3 - 0 | Robur Tiboni Urbino | 25-17, 25-20, 25-12               |
| 15ª giornata - 2 marzo 2014 Sporting Palace, Novara           | AGIL          | 3 - 1 | LJ                  | 25-22, 17-25, 25-20, 25-20        |
| 16ª giornata - 5 marzo 2014 Palazzetto dello Sport, Frosinone | IHF           | 1 - 3 | AGIL                | 18-25, 18-25, 25-20, 23-25        |
| 17ª giornata - 8 marzo 2014 Sporting Palace, Novara           | AGIL          | 0 - 3 | Busto Arsizio       | 23-25, 22-25, 17-25               |
| 18ª giornata - 16 marzo 2014 PalAmico, Ornavasso              | Ornavasso     | 2 - 3 | AGIL                | 22-25, 25-17, 13-25, 25-15, 10-15 |
| 20ª giornata - 29 marzo 2014 PalaBanca, Piacenza              | River         | 3 - 1 | AGIL                | 25-19, 25-19, 19-25, 25-13        |
| 21ª giornata - 2 aprile 2014 Sporting Palace, Novara          | AGIL          | 3 - 0 | Forlì               | 25-20, 25-23, 25-11               |
| 22ª giornata - 5 aprile 2014 PalaFarina, Viadana              | Casalmaggiore | 0 - 3 | AGIL                | 27-29, 27-29, 21-25               |

#### Play-off scudetto
| Quarti di finale (gara 1) - 10 aprile 2014 Sporting Palace, Novara | AGIL  | 3 - 1 | LJ    | 19-25, 25-21, 25-21, 25-21 |
| Quarti di finale (gara 2) - 13 aprile 2014 PalaPanini, Modena      | LJ    | 1 - 3 | AGIL  | 25-18, 21-25, 21-25, 17-25 |
| Semifinali (gara 1) - 19 aprile 2014 PalaBanca, Piacenza           | River | 3 - 1 | AGIL  | 25-21, 25-21, 20-25, 25-20 |
| Semifinali (gara 2) - 22 aprile 2014 Sporting Palace, Novara       | AGIL  | 0 - 3 | River | 13-25, 12-25, 15-25        |

### Coppa Italia

#### Fase a eliminazione diretta
| Ottavi di finale (andata) - 9 novembre 2013 Sporting Palace, Novara | AGIL    | 3 - 0 | Bergamo | 25-23, 25-16, 25-22                  |
| Ottavi di finale (ritorno) - 17 novembre 2013 PalaNorda, Bergamo    | Bergamo | 3 - 0 | AGIL    | 25-23, 25-21, 29-27 Golden set: 6-15 |
| Quarti di finale (andata) - 26 gennaio 2014 Sporting Palace, Novara | AGIL    | 1 - 3 | Bergamo | 22-25, 23-25, 25-19, 25-27           |
| Quarti di finale (ritorno) - 29 gennaio 2014 PalaNorda, Bergamo     | Bergamo | 3 - 1 | AGIL    | 25-20, 18-25, 25-19, 25-19           |

## Statistiche

### Statistiche di squadra
| Competizione | Punti | In casa | In casa | In casa | In trasferta | In trasferta | In trasferta | Totale | Totale | Totale |
| Competizione | Punti | G       | V       | P       | G            | V            | P            | G      | V      | P      |
| ------------ | ----- | ------- | ------- | ------- | ------------ | ------------ | ------------ | ------ | ------ | ------ |
| Serie A1     | 35    | 12      | 8       | 4       | 12           | 6            | 6            | 24     | 14     | 10     |
| Coppa Italia | -     | 2       | 1       | 1       | 2            | 0            | 2            | 4      | 1      | 3      |
| Totale       | -     | 14      | 9       | 5       | 14           | 6            | 8            | 28     | 15     | 13     |

G = partite giocate; V = partite vinte; P = partite perse

### Statistiche dei giocatori
| Giocatore     | Serie A1 | Serie A1 | Serie A1 | Serie A1 | Serie A1 | Coppa Italia | Coppa Italia | Coppa Italia | Coppa Italia | Coppa Italia | Totale | Totale | Totale | Totale | Totale |
| Giocatore     | P        | PT       | AV       | MV       | BV       | P            | PT           | AV           | MV           | BV           | P      | PT     | AV     | MV     | BV     |
| ------------- | -------- | -------- | -------- | -------- | -------- | ------------ | ------------ | ------------ | ------------ | ------------ | ------ | ------ | ------ | ------ | ------ |
| V. Alberti    | 21       | 4        | -        | -        | 4        | 4            | -            | -            | -            | -            | 25     | 4      | -      | -      | 4      |
| L. Casillo    | 22       | 99       | 69       | 28       | 2        | 3            | 18           | 15           | 3            | 0            | 25     | 117    | 84     | 31     | 2      |
| K. Harms      | 4        | 9        | 7        | 1        | 1        | 0            | 0            | 0            | 0            | 0            | 4      | 9      | 7      | 1      | 1      |
| M. Kim        | 24       | 23       | 9        | 11       | 3        | 4            | 2            | 1            | 1            | 0            | 28     | 25     | 10     | 12     | 3      |
| G. Lombardo   | 23       | 209      | 170      | 19       | 20       | 4            | 28           | 24           | 2            | 2            | 27     | 237    | 194    | 21     | 22     |
| C. Manfredini | 17       | 48       | 41       | 4        | 3        | 2            | 4            | 4            | 0            | 0            | 19     | 52     | 45     | 4      | 3      |
| I. Miloš      | 23       | 168      | 128      | 32       | 8        | 4            | 45           | 34           | 9            | 2            | 27     | 213    | 162    | 41     | 10     |
| L. Möllers    | 23       | 41       | 18       | 21       | 2        | 3            | 7            | 2            | 4            | 1            | 26     | 48     | 20     | 25     | 3      |
| K. Murphy     | 16       | 212      | 185      | 15       | 12       | 2            | 29           | 26           | 2            | 1            | 18     | 241    | 211    | 17     | 13     |
| S. Paris      | 24       | -        | -        | -        | -        | 4            | -            | -            | -            | -            | 28     | -      | -      | -      | -      |
| V. Rosso      | 24       | 386      | 340      | 28       | 18       | 4            | 50           | 34           | 12           | 4            | 28     | 436    | 374    | 40     | 22     |
| M. Tokarska   | 20       | 15       | 58       | 27       | 0        | 3            | 22           | 19           | 2            | 1            | 23     | 37     | 77     | 29     | 1      |
| T. Vanžurová  | 19       | 168      | 153      | 11       | 4        | 4            | 30           | 28           | 1            | 1            | 23     | 198    | 181    | 12     | 5      |
| C. Bellei     | 0        | 0        | 0        | 0        | 0        | -            | -            | -            | -            | -            | 0      | 0      | 0      | 0      | 0      |

P = presenze; PT = punti totali; AV = attacchi vincenti; MV = muri vincenti; BV = battute vincenti